# KEGG
La KEGG (Kyoto Encyclopedia of Gens and Genomes) (Enciclopèdia de gens i genomes de Kyoto) és un conjunt de bases de dades en línia de genomes, vies biològiques, malalties, fàrmacs i substàncies químiques. La KEGG s'utilitza per a la investigació bioinformàtica i l'educació, incloent l'anàlisi de dades en genòmica, metagenòmica, metabolòmica i altres estudis òmics de modelatge i simulació en la biologia de sistemes, i la investigació traslacional en el desenvolupament de fàrmacs.